# Conophytum truncatum
Conophytum truncatum är en isörtsväxtart. Conophytum truncatum ingår i släktet Conophytum, och familjen isörtsväxter.

## Underarter
Arten delas in i följande underarter:
- C. t. truncatum
- C. t. viridicatum